# Reggimento Izmajlovskij
Il reggimento guardie Izmajlovskij (in russo Измайловский лейб-гвардии полк?, Izmajlovskij lejb-gvardii polk) fu uno dei più antichi reggimenti dell'esercito imperiale russo, una suddivisione della 1ª divisione della Guardia di fanteria della Guardia imperiale. Fu fondato a Mosca il 22 settembre 1730. Il primo colonnello del reggimento fu l'aiutante generale conte Karl Gustav von Löwenwolde. Dopo di lui, solo membri della famiglia imperiale furono a capo del reggimento.
Il 17 marzo il reggimento prese il nome di Reggimento della Guardia di Sua Altezza Imperiale Konstantin Pavlovich, e poi il 28 maggio dello stesso anno Reggimento della Guardia di Sua Altezza Imperiale Nikolai Pavlovich. Il nome originale fu ripristinato nel 1801. La chiesa del reggimento era la cattedrale della Trinità - Izmajlovskij di San Pietroburgo, dove erano riposte le insegne.
Il 9 luglio 1762 (28 giugno del calendario giuliano), fu quivi nominata Imperatrice di tutte le Russie Caterina II ancor prima dell'arresto di Pietro III, vittima di un colpo di Stato.

## Cronistoria

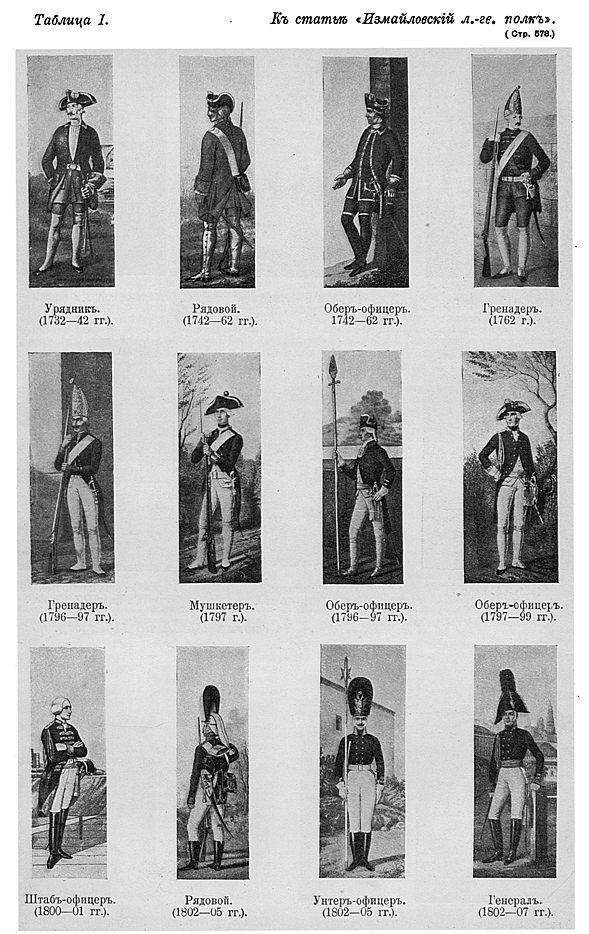
Reggimento Izmajlovskij

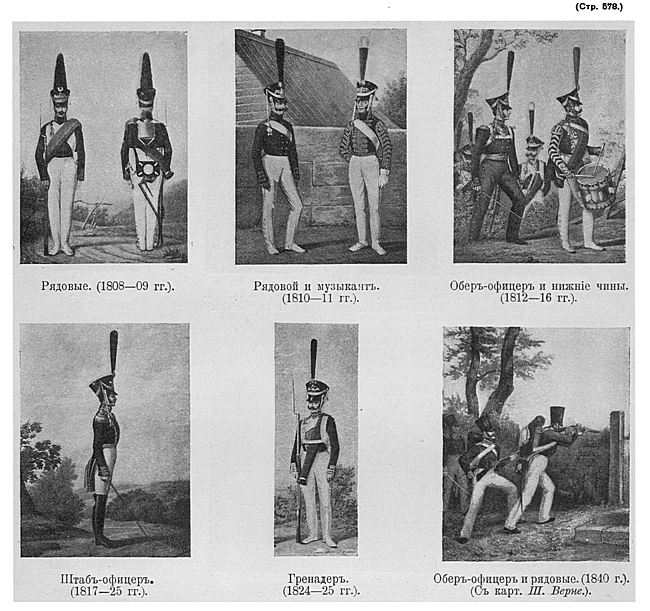
Reggimento Izmajlovskij

- 1737 - Per la prima volta il reggimento Izmajlovskij prende parte ad azioni militari, quando un battaglione comandato dal tenente colonnello Gustav von Biron combatté la guerra russo-turca. Grazie al maresciallo di campo Burkhard Christoph von Münnich il battaglione entrò per la prima volta nella fortezza turca di Očakiv.
- 1742 - Guerra russo-svedese (1741-1743)
- 1788 - Očakiv, Bendery, Brăila
- 1790 - Guerra russo-svedese
- 1795 - Leopoldo I del Belgio nominato colonnello all'età di cinque anni
- 1805 - Battaglia di Austerlitz
- 1807 - Battaglia di Friedland
- 1808 - Guerra di Finlandia
- 1812 - Battaglia di Borodino
- 1813 - Battaglie di Lützen, Bautzen, Kulm e Lipsia
- 1828-1829 - Guerra russo-turca
- 1831 - Campagna di Polonia
- 1863-1864 - Campagna di Polonia
- 1878-1879 - Guerra russo-turca
- 1914 - Prima guerra mondiale

## Capi cerimoniali
- 22 settembre 1730 – 30 aprile 1735 — Conte Karl Gustav von Löwenwolde
- 30 aprile 1735 – 17 ottobre 1740 — Imperatrice Anna Ivanovna
- 17 ottobre 1740 – 25 novembre 1741 — Imperatore Ivan VI di Russia
- 25 novembre 1741 – 25 dicembre 1761 — Imperatrice Elizaveta Petrovna
- 25 dicembre 1761 – 28 giugno 1762 — Imperatore Pietro III di Russia
- 28 giugno 1762 – 6 novembre 1796 — Imperatrice Caterina II di Russia
- 7 novembre 1796 – 10 novembre 1796 — Imperatore Paolo I di Russia
- 10 novembre 1796 – 28 maggio 1800 — Gran principe Konstantin Pavlovich
- 28 maggio 1800 – 18 febbraio 1855 — Grande principe (poi imperatore) Nicola I di Russia
- 19 febbraio 1855 – 1º marzo 1881 - Imperatore Alessandro II di Russia
- 2 marzo 1881 – 21 ottobre 1894 - Imperatore Alessandro III di Russia (come capo in seconda dal 28 ottobre 1866)
- 2 novembre 1894 – 1917 - Imperatore Nicola II di Russia